# James Wilson (Dr. House)
Dr. James Evan Wilson je fiktivní postava v seriálu Dr. House, kterou ztvárnil Robert Sean Leonard. Je primář onkologie a jediný přítel Gregoryho House. Vystudoval medicínu na McGill University. Svoji specializaci – onkologii – si patrně vybral proto, že jeho strýc zemřel na rakovinu. Je Žid. Byl třikrát ženatý a poslední vztah mu nevyšel kvůli úmrtí přítelkyně. Předchozí manželství se mu rozpadla kvůli Houseovi a nevěře, kterou přiznal, protože nechtěl nic tajit. Měl i poměr s několika pacientkami. Vztah s Housem považuje za etickou odpovědnost a neodvrací se od něj přestože mu dělá naschvály, krade mu jídlo, dostane ho málem do vězení, atp. Mnohokrát Housovi pomohl v těžkých životních situacích. Ve své kanceláři má plakát z Hitchcockova filmu Vertigo. V osmé řadě zjistíme, že má Wilson syna, který ovšem není jeho, je to jen najatý herec Housem, který mu chtěl dodat pocit otcovství, když si mu Wilson postěžuje, že mu chybí mít vlastní děti. Ke konci osmé řady onemocní rakovinou a zbývá mu půl roku života. House předstírá smrt, aby mohl poslední měsíce strávit se svým kamarádem.
V českém znění seriálu Dr. House je dabován Liborem Teršem.